# Dal, Norway
Dal, Norway là một làng nằm ở Na Uy.